# Rede de Mulheres Afro-Latino-Americanas, Afro-Caribenhas e da Diáspora
A Rede de Mulheres Afro-Latino-Americanas, Afro-Caribenhas e da Diáspora (RMAAD) é uma organização de mulheres fundada em 1992 que tem por objetivo: articular estratégias regionais de luta contra a discriminação específica que vivem, como também incidir com propostas de mudança nos diversos estamentos da sociedade. Foi criada a partir do 1.º Encontro de Mulheres Negras Latino-Americanas e Caribenhas, num processo de transnacionalização de lutas, que no contexto de mulheres afrodescendentes marca o início do período histórico da "indefinição de um projeto político" (1992-1997).
A organização parte da contestação ao universalismo ocidental que supõe um único sujeito "mulher" e avança desde as contribuições do feminismo negro e do feminismo decolonial para conformação de estratégias e práticas em meio à heterogeneidade, singularidade e pluralidade locais e históricas de um "feminismo afro-latino-americano, afro-caribenho e da diáspora". Inicialmente, se dedicou na incidência política a discutir temas de conferências da Organização das Nações Unidas (ONU), o que resultou na participação da Conferência Mundial de Direitos Humanos em Viena em 1993 e da IV Conferência Mundial sobre a Mulher em Pequim em 1995.
O II Encontro de Mulheres Negras da América Latina e Caribe foi realizado em 1996 na Costa Rica.

## Organização
A rede articula-se através de seis comitês subregionais: Caribe hispanófono, Caribe anglófono, Caribe francófono, América Central Continental, América do Sul e Afro-latinas/caribenhas residentes em outros países do mundo.
A feminista nicaraguense Dorotea Wilson foi Coordenadora Geral da RMAAD até 2018, quando foi sucedida pela ativista boliviana Paola Yañez no marco do evento Foro Internacional de mulheres da comunidade afro.
A rede tem presença através de organizações e pessoas filiadas em: África do Sul, Argentina, Belize, Bolívia, Brasil, Chile, Colômbia, Costa Rica, Cuba, Curaçau, diáspora em Europa, diáspora em Estados Unidos, El Salvador, Equador, Guatemala, Guiana, Haiti, Honduras, México, Nicarágua, Panamá, Peru, Porto Rico, Quênia, República Democrática do Congo, República Dominicana, Santa Lúcia, Suriname, Uruguai e Venezuela.